# デーヴィッド・ミルン
デイヴィッド・ミルン（David Milne、1882年1月8日 - 1953年12月26日）は、カナダの画家、版画家。

## 略歴
カナダ、オンタリオ州のブルース郡のSaugeen Shoresで、スコットランドからの移民の両親の10人兄弟の末子に生まれた。ペイズリー(Paisley)で育った。地元の高校で学んだ後、優秀な成績であったのでペイズリー近くの学校の教師になった。1902年から1903年の間、通信教育で美術を学んで、21歳になった1903年に、ニューヨークで美術を学ぶ決意をし、2年間、アート・スチューデンツ・リーグ・オブ・ニューヨークでモーリス・プレンダーガストに学んた。1913年にヨーロッパ作家とアメリカ作家が多くの作品を出展した、アーモリーショーに5点の作品を出展した。
第一次世界大戦が始まったため、1917年にカナダに戻り、軍の訓練を受けた。カナダ国内に配属された後、イギリスに派遣されるがすぐに戦争が終結した。その後、戦争画家として働き、ベルギーやフランスの戦跡や兵士の肖像画を描いた。
1919年にアメリカに戻り、 1924年頃、半年ほどカナダのオタワで過ごし、作品のいくつかはカナダの美術館に買い上げられたが、カナダでの仕事は得られなかった。1929年に再び、カナダ各地で絵を描き始めた。1933年に1912年に結婚した最初の妻と別居し、オンタリオ州セヴァーン(Severn)に移った。1930年代の終わり頃、別の女性とオンタリオ州アックスブリッジ(Uxbridge)で暮らし始め1941年に息子が生まれた。1938年にトロントを拠点とする画商が、ミルンの作品の販売を仲介するようになり、評価が高くなり、画家として成功した。
1952年に、エミリー・カーやグッドリッジ・ロバーツ(Goodridge Roberts)、アルフレッド・ペラン(Alfred Pellan)とヴェネツィア・ビエンナーレにカナダを代表して参加した。1952年11月に脳卒中を発症し、療養したが翌年、バンクロフト(Bancroft)の病院で亡くなった。

## 作品

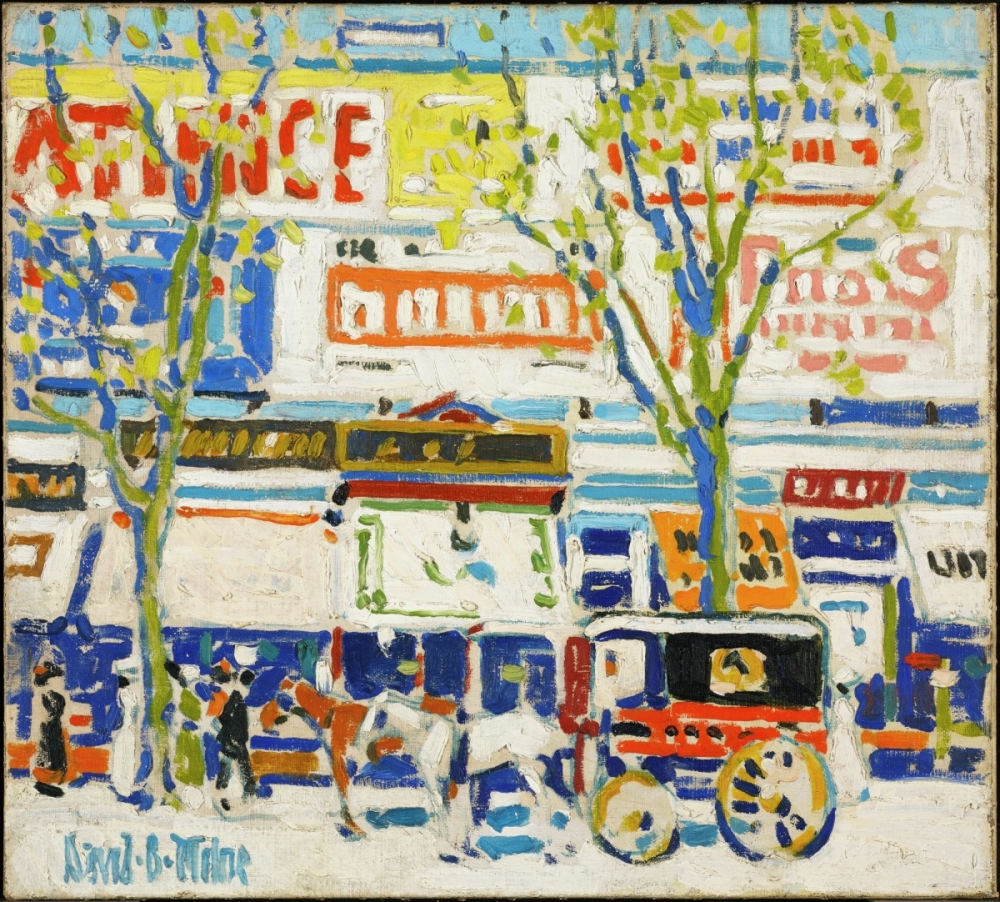
"Billboards"(1912) カナダ国立美術館蔵
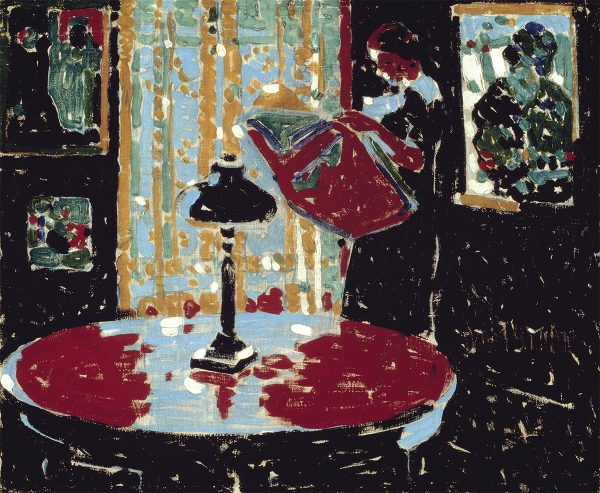
"Black"Black(1914) カナダ国立美術館蔵
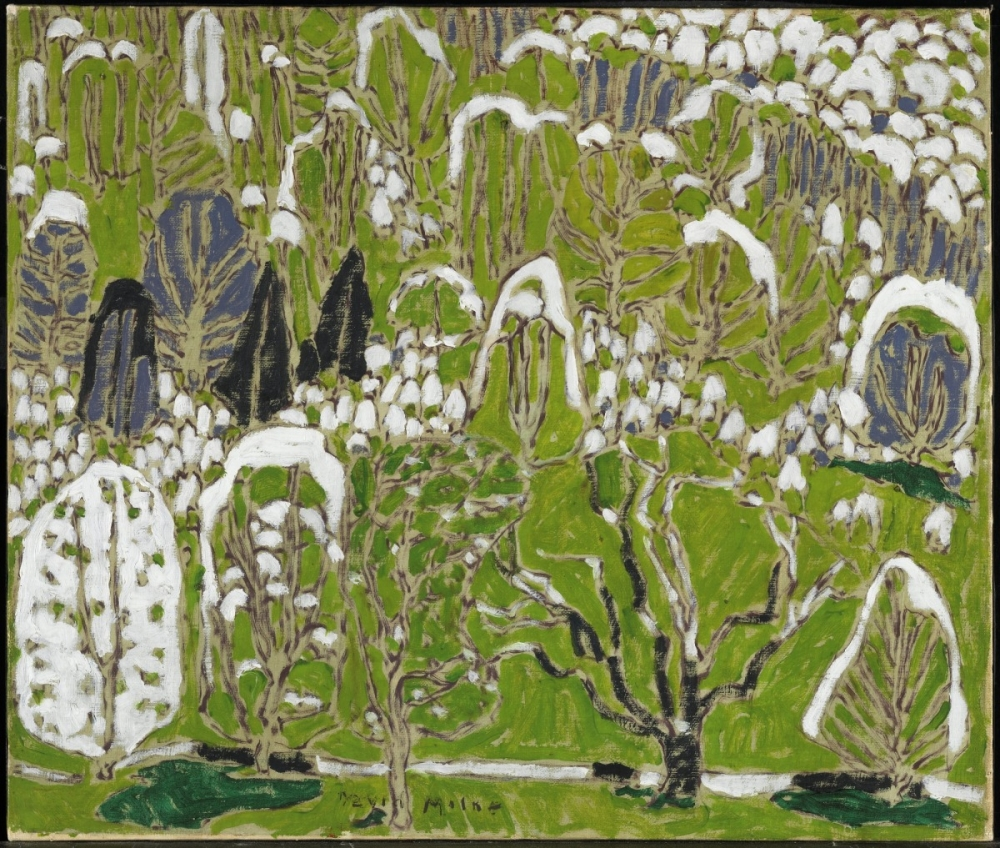
春の木々 (c.1917) カナダ国立美術館蔵
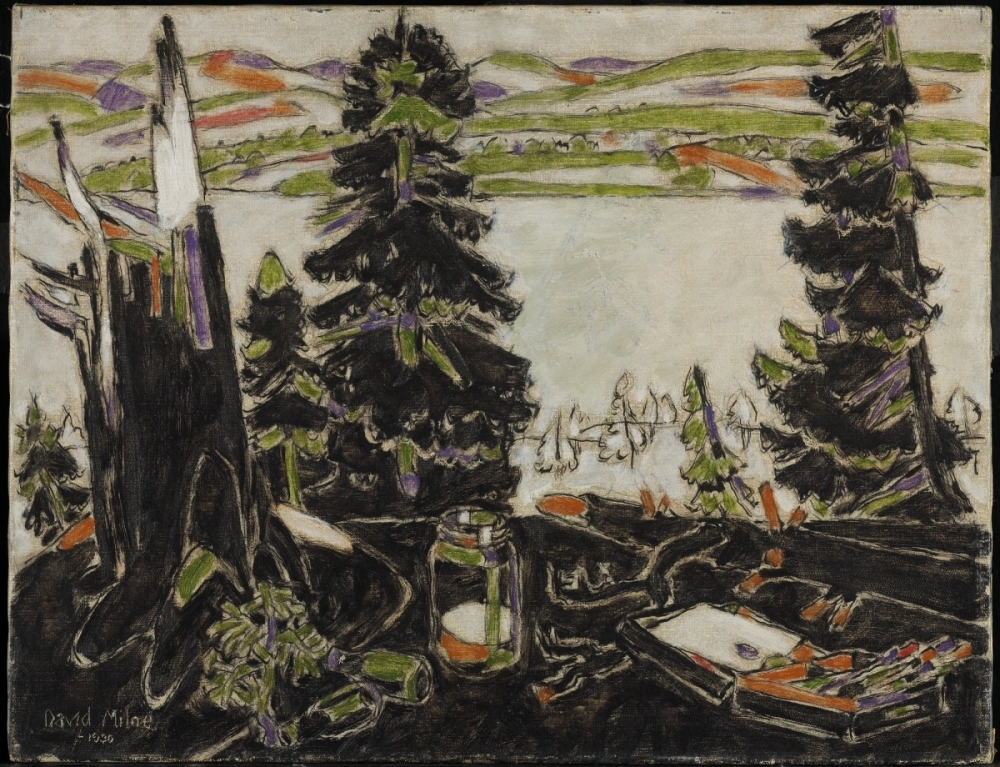
"Painting Place III"(1930) カナダ国立美術館蔵
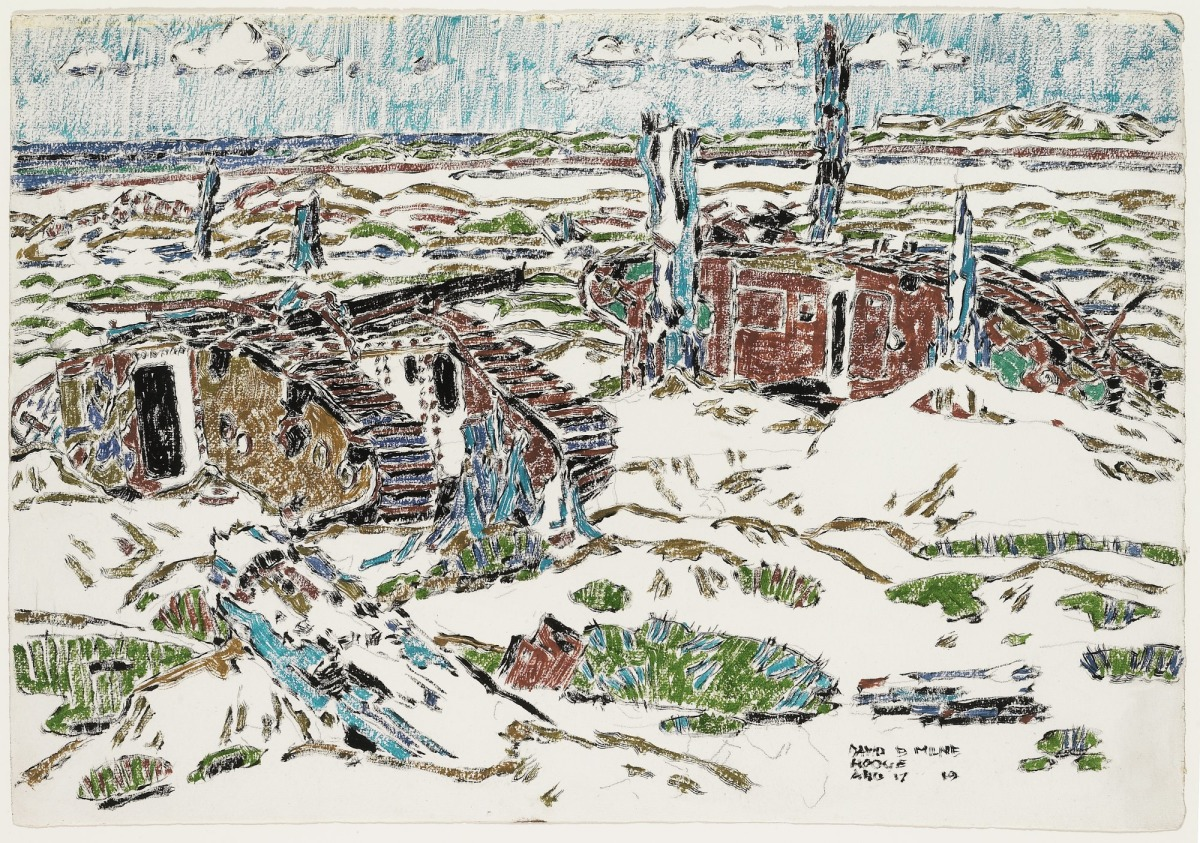
破壊された戦車
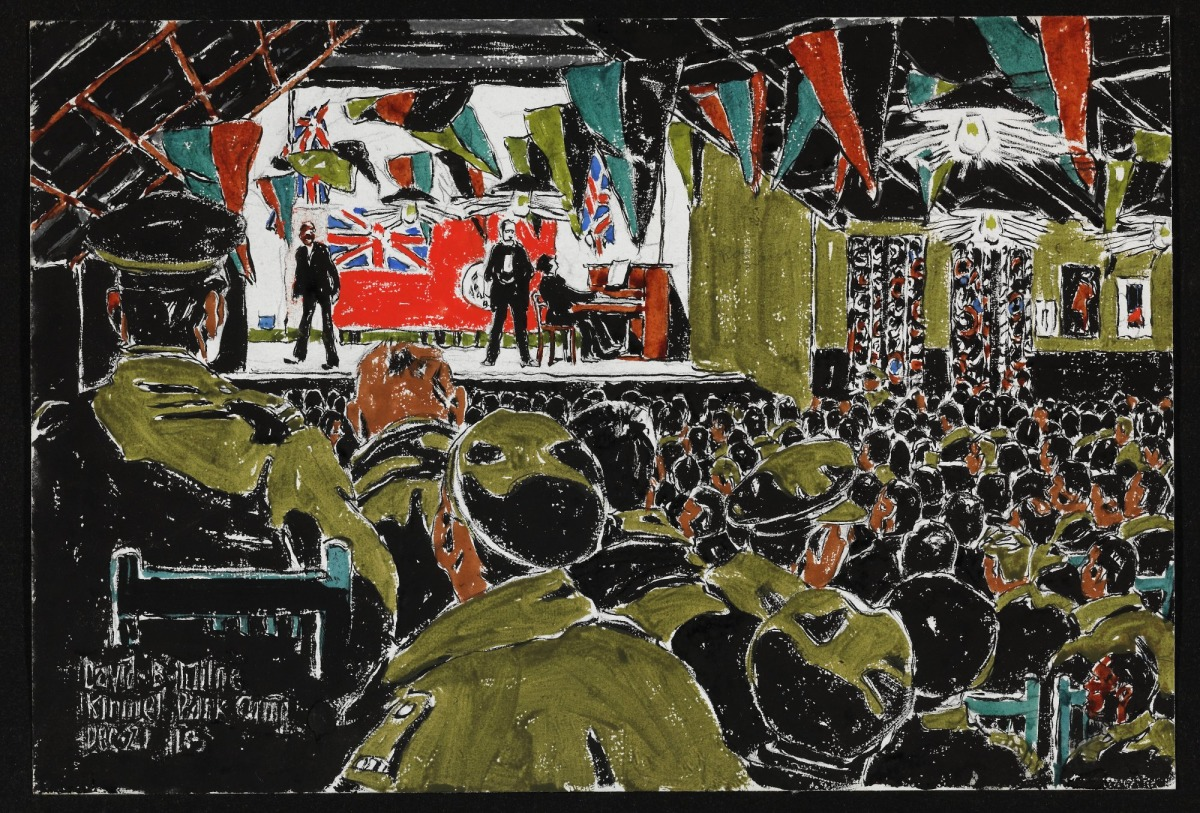
戦争中のコンサート
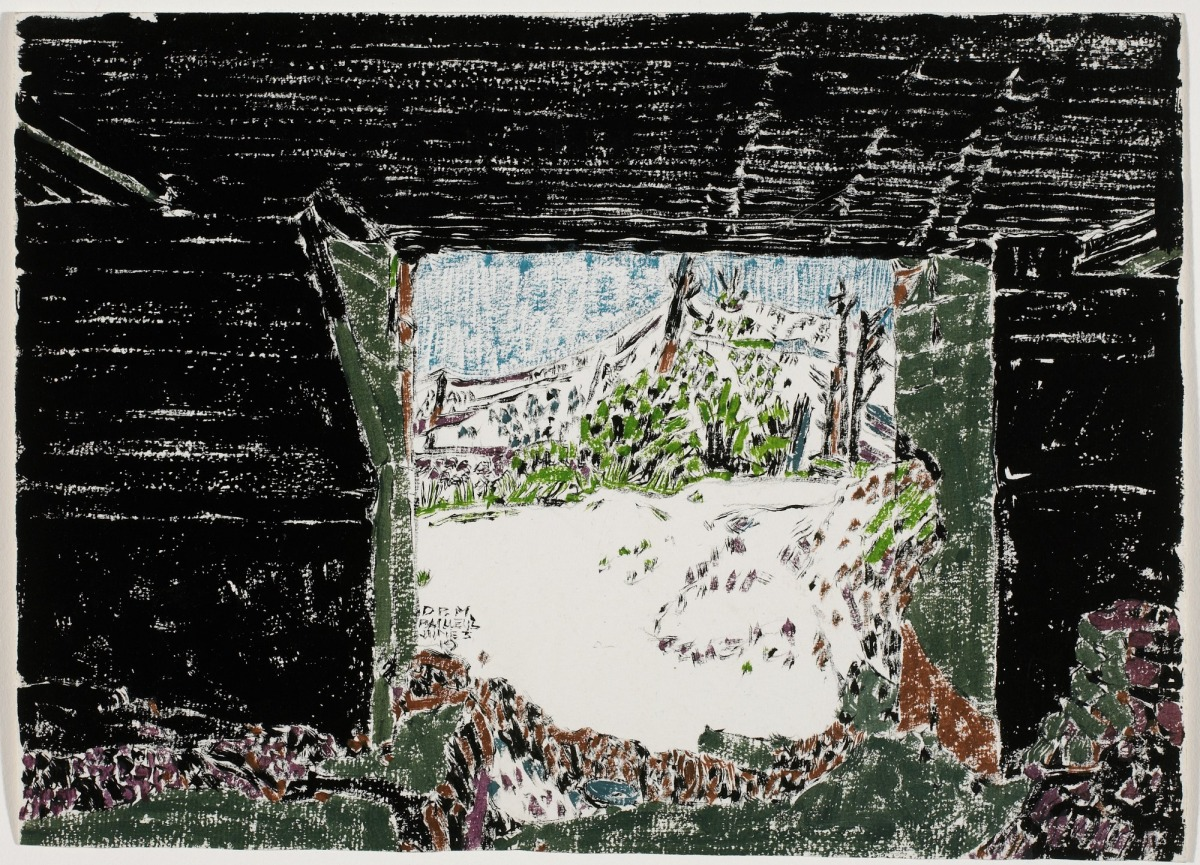
ドイツ軍の銃座跡
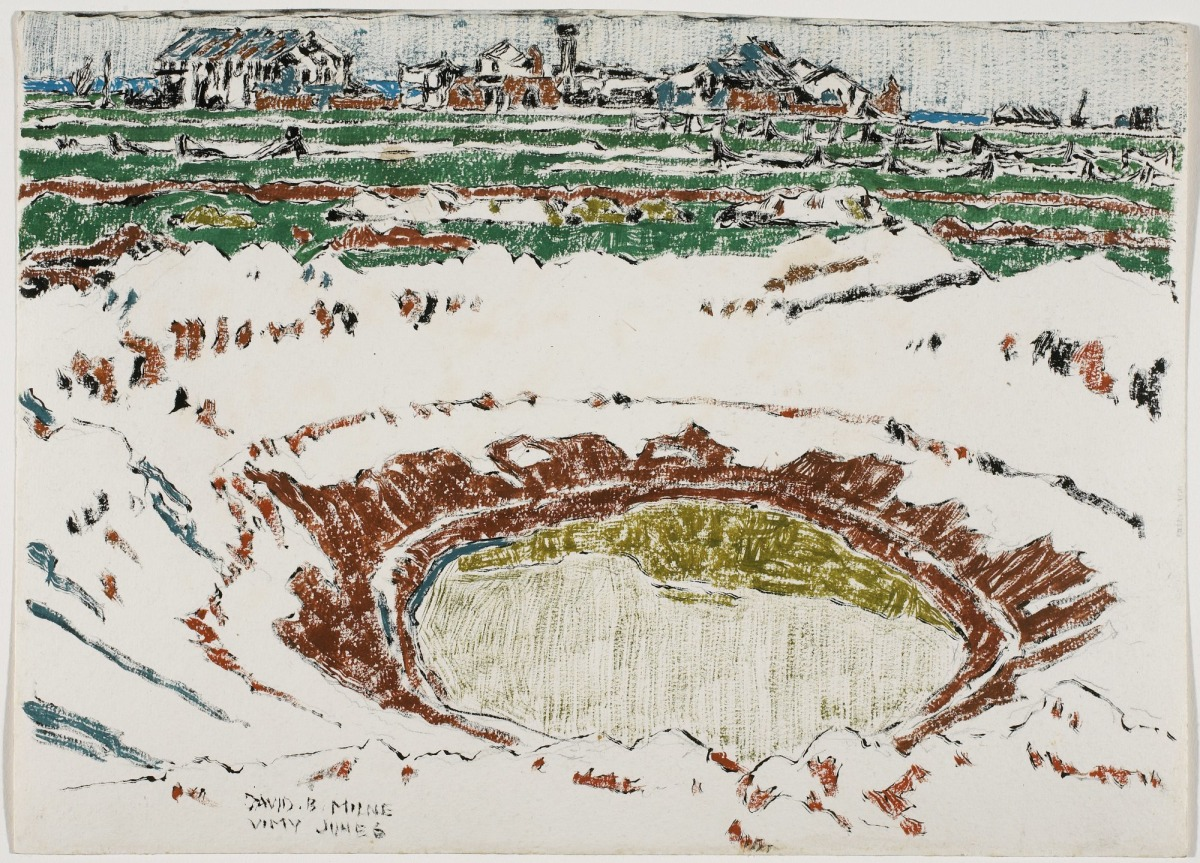
鉄道駅近くの着弾跡